# Schweriner Horst
Schweriner Horst ist ein Wohnplatz der Gemeinde Schwerin im Landkreis Dahme-Spreewald in Brandenburg.

## Geografische Lage
Der Wohnplatz liegt westlich des Gemeindezentrums und grenzt im Norden, Westen und Osten an die Gemeinde Teupitz. Durch seine Lage – nördlich befindet sich der Schweriner See, südlich der Teupitzer See sowie östlich der Mielitzer See – wird er vom WSA als Insel geführt. Der einzige Zugang erfolgt über die Seestraße, die von Osten kommend in westlicher Richtung zum Wohnplatz führt. Das Gelände befindet sich auf einer Höhe von 34,7 m ü. NHN Metern.

## Geschichte
Der Schweriner Horst kam nach der Auflösung des Gutsbezirks Teupitz im Jahr 1928 zu Schwerin. Im Folgejahr wurde eine Grundstücksteilung durchgeführt und die Horstbrücke errichtet, die seit dieser Zeit die Insel mit dem Festland verbindet.

## Kultur und Sehenswürdigkeiten
Ein Denkmal erinnert an Ernst Kurts, Hauptmann und Kompaniechef im Kaiser Alexander Garde-Grenadier-Regiment Nr. 1. Er geriet am 13. März 1843 in seinem Segelboot in Seenot und starb am Ufer des Schweriner Horsts an einem Schlaganfall. Ihm zu Ehren wurde am 31. August 1879 ein Denkmal aufgestellt.